# Tawashree
Tawashri (en népalais : तावाश्री) est un comité de développement villageois du Népal situé dans le district d'Udayapur. Au recensement de 2011, il comptait 5 750 habitants.